# Histoire (Boulanger)
Pour les articles homonymes, voir Histoire (homonymie).
Histoire est une mélodie pour voix et orchestre de Nadia Boulanger composée en 1906-1907 sur un poème d'Henry Bataille.

## Présentation
Histoire est composé de décembre 1906 à janvier 1907. La mélodie est écrite sur un poème d'Henry Bataille extrait de « La Chambre blanche », première partie du recueil Le Beau Voyage (Paris, Bibliothèque Charpentier, Fasquelle, 1904).
L'incipit de l'œuvre est : « Ma nourrice me racontait une petite fille qui allait à l'école ».
Les manuscrits autographes sont conservés au Musée de la musique (partition d'orchestre) et à la médiathèque Nadia-Boulanger du CNSMDL (matériel d'orchestre). L'instrumentation de cette mélodie avec orchestre est : 2 flûtes, 2 hautbois (le deuxième jouant cor anglais), 3 clarinettes (la troisième jouant clarinette basse), basson (deuxième basson à défaut de clarinette basse), 2 cors, timbales et cordes.
La partition est inédite à l'édition.
Dans le catalogue des œuvres de la compositrice établi par la musicologue Alexandra Laederich, Histoire porte le numéro NB 17.